# Prasit Pattanatanawisut
Prasit Pattanatanawisut (thailändisch ประสิทธิ์ พัฒนธนาวิสุทธิ์, * 13. Mai 1994 in Nakhon Pathom), auch als Bird (thailändisch เบิร์ด) bekannt, ist ein thailändischer Fußballspieler.

## Karriere
Prasit Pattanatanawisut stand bis Ende 2014 beim Zweitligisten Nakhon Pathom United FC in Nakhon Pathom unter Vertrag. Am 1. Januar 2015 unterschrieb er einen Vertrag beim Kasetsart FC. Der Verein aus der Hauptstadt Bangkok spielte in der dritten Liga, der damaligen Regional League Division 2. Hier trat Kasetsart in der Bangkok Region an. 2016 wurde er mit dem Hauptstadtverein Vizemeister und stieg anschließend in die zweite Liga auf. Über die drittklassigen Stationen Nonthaburi United S.Boonmeerit FC, North Bangkok University FC und den Saraburi United FC unterschrieb er im Juni 2022 einen Vertrag beim Erstligaabsteiger Suphanburi FC. Für den Zweitligisten aus Suphanburi bestritt er 15 Ligaspiele. Im Dezember 2022 wurde sein Vertrag nicht verlängert. Von Ende Dezember 2022 bis Sommer 2023 war er vertrags- und vereinslos. Zu Beginn der Saison 2023/24 unterschrieb er einen Vertrag bei seinem ehemaligen Verein Saraburi United FC. Für Saraburi spielte er neunmal in der Western Region der Liga. Im Januar 2024 wechselte er in die zweite Liga. Hier unterschrieb er einen Vertrag beim Bangkoker Verein Kasetsart FC. Für den Hauptstadtverein bestritt er zwölf Ligaspiele. Im Sommer 2024 wurde sein Vertrag nicht verlängert. Im Juli 2024 nahm ihn der Drittligist Pathumthani University FC unter Vertrag. Mit dem Verein aus der Provinz Ayutthaya spielte er fünfmal in der Central Region der Liga. Nach der Hinrunde wurde sein Vertrag im Dezember 2024 nicht verlängert. Im Januar 2025 nahm ihn der in der Western Region spielenden Samut Sakhon City FC unter Vertrag. Am Ende der Saison 2024/25 feierte er mit dem Verein die Meisterschaft der Region.

## Erfolge
Samut Sakhon City FC
- Thai League 3 – West: 2024/25